# Niu Hui-sheng

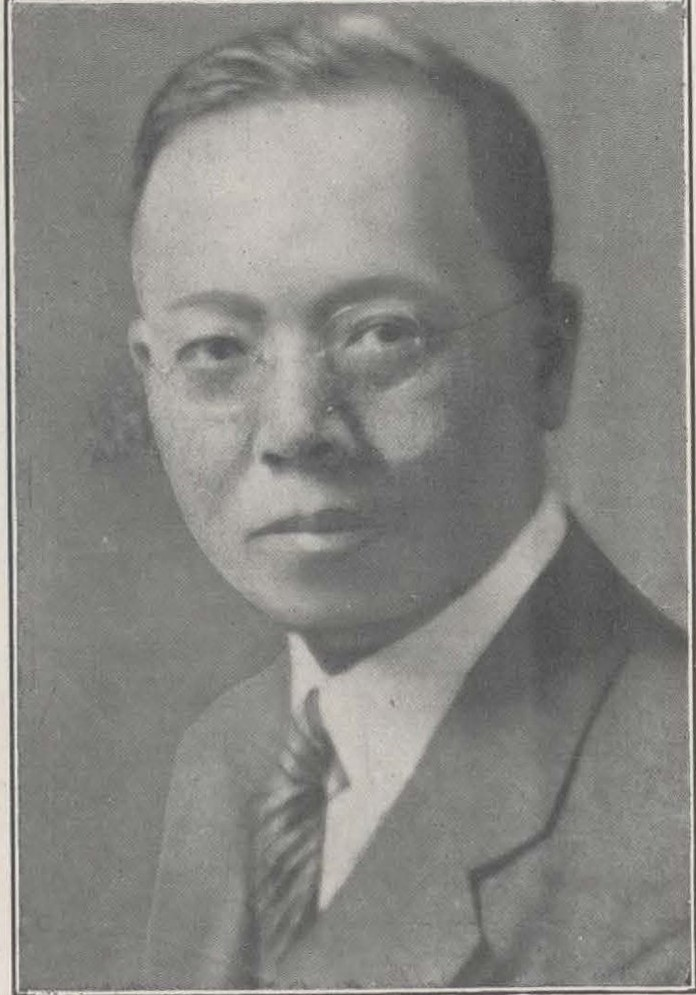
Niu Hui-sheng (1934)

Niu Hui-sheng (chinesisch 牛惠生, im englischen Sprachraum Way-sung New, geb. am 14. Juni 1892 in Jiangsu, gest. am 4. Mai 1937 in Shanghai) war ein chinesischer Chirurg. Er hatte wesentlichen Anteil am Aufbau eines modernen Gesundheitswesens in seinem Land.

## Herkunft und Ausbildung
Niu Hui-sheng wurde 1892 als Sohn von New Shan-chow (Niu Shangzhou) und seiner Ehefrau Ni Kwei-kyung (Ni Guijin) in der ostchinesischen Region Jiading (damals in der Provinz Jiangsu, jetzt in Schanghai liegend) geboren. Sein Vater hatte als erster Bewohner Jiadings im Ausland studiert (1872 bis 1880), zuletzt am Massachusetts Institute of Technology, als die Qing-Dynastie das Auslandsstudium von Chinesen eine gewisse Zeit lang beförderte. Seine Mutter war eine Tochter des christlichen Missionars Ni Yunshan, ihre Nichten waren die Song-Schwestern.
Niu Hui-sheng studierte zunächst an der Saint John’s University (Shanghai) Medizin und erwarb dort 1910 einen Bachelor of Arts, später studierte er an der Harvard Medical School in Boston, Massachusetts, wo er auch 1914 promovierte.

## Karriere
Nach 1914 arbeitete Niu als Chirurg am St. Luke’s Hospital in New Feldford. 1915 kehrte Niu nach China zurück und arbeitete als Dozent für Anatomie an der Shanghai Harvard Medical School. Später wechselte er wieder in die USA und bildete sich in verschiedenen Krankenhäusern in Orthopäde und Pädiatrie weiter, unter anderen am Massachusetts General Hospital und dem Johns Hopkins Hospital.
In der Folge arbeitete er an gynäkologischen, pädiatrischen und orthopädischen Kliniken in Peking, Schanghai, Suzhou und Hangzhou. Seit 1922 war er Chefarzt der chirurgischen Abteilung und ärztlicher Direktor des Rot-Kreuz-Krankenhauses in Shanghai, außerdem Professor an der medizinischen Abteilung der dortigen St. Johns University.
1928 gründete er zusammen mit seinem Bruder Way-ling New (Niu Hui-lin), der ebenfalls Arzt war, das Shanghai Orthopaedic Hospital und damit die erste orthopädische Klinik in ganz China.
Neben seiner ärztlichen Tätigkeit war er auch als Medizin-Funktionär tätig. 1927 war er Vorsitzender des militärmedizinischen Ausschusses der Regierung. 1930 wurde er zum Vorsitzenden der Chinese Medical Association gewählt, 1937 wurde er in das Komitee für Medizinische Ausbildung im Bildungsministerium und zum Dekan des Zhongshan-Krankenhauses gewählt.

## Familie
Niu Hui-sheng war mit Zee Yuh-tsung verheiratet, die viele Jahre als Lehrerin arbeitete. Als er 1937 an einer Nierenerkrankung starb, führte sie einige Jahre seine Arbeit beim Roten Kreuz fort. Sie gehörte 1947 zu den Gründungsmitgliedern der UN-Frauenrechtskommission.
Niu Hui-sheng und Zee Yuh-tsung hatten einen Sohn, Peter Kong-ming New (Niu Kang-min, 1928–1985), der als Soziologe und Anthropologe u. a. an der Tufts University und der University of Toronto lehrte.